# 腰方形筋
腰方形筋（ようほうけいきん、英語: quadratus lumborum muscle）は、腹部の筋肉のうち、腹腔後壁を形作る後腹筋である。ほぼ長方形の形状であり、腰椎の両外側に存在し下位腰椎突起、腸骨稜および腸腰靱帯を起始とし、上方に向かって走り、第12肋骨に付着する。
腰椎を作用側に屈する作用がある。